# NGC 7212
NGC 7212 est une vaste galaxie spirale située dans la constellation de Pégase. Sa vitesse par rapport au fond diffus cosmologique est de 7 661 ± 25 km/s, ce qui correspond à une distance de Hubble de 113,0 ± 7,9 Mpc (∼369 millions d'al). NGC 7212 a été découverte par l'astronome américain Lewis Swift en 1886.
NGC 7212 est une galaxie active de type Seyfert 2,.

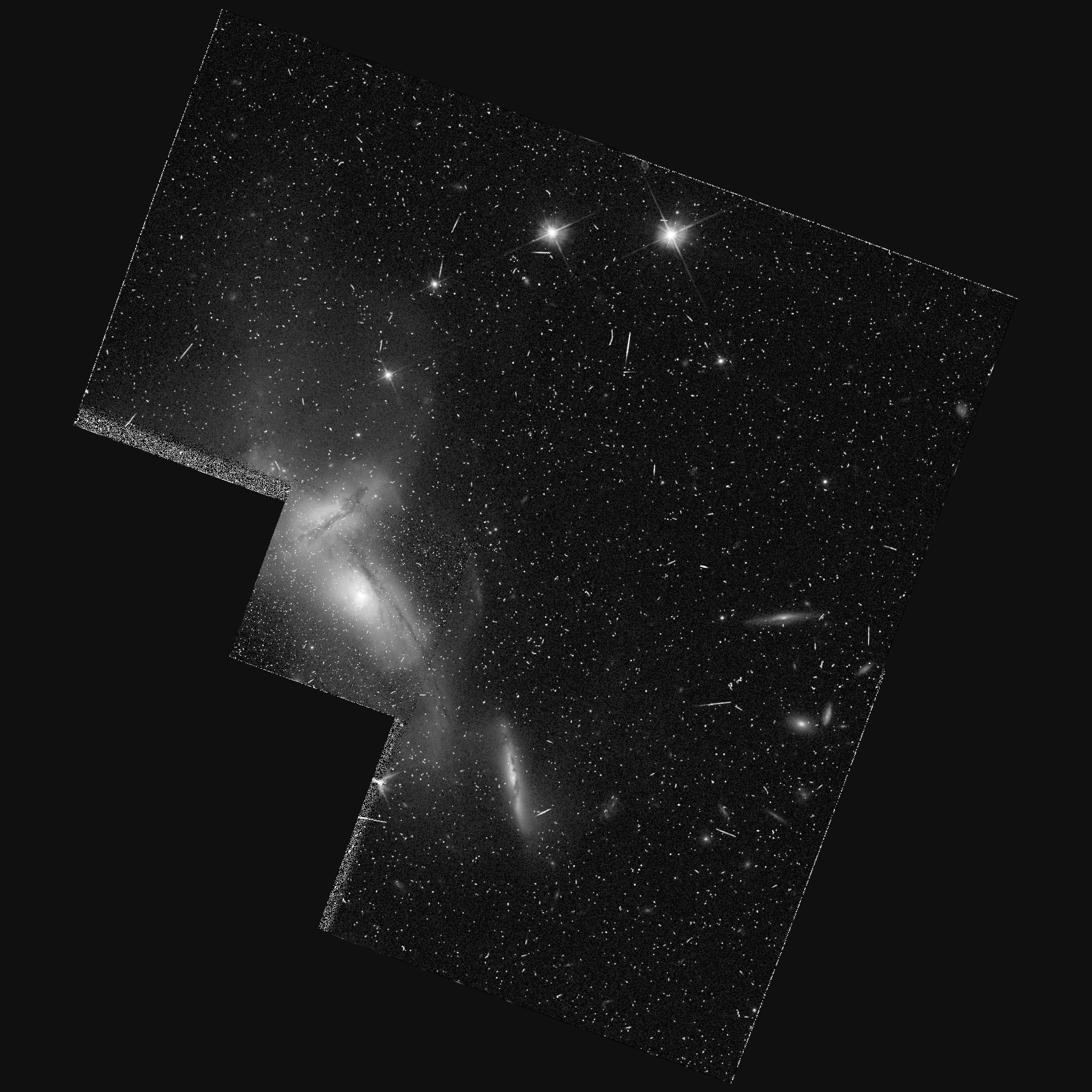
NGC 7212 selon les données du télescope spatial Hubble.

## Identification
L'identification précise de NGC 7212 reste incertaine. La base de données HyperLeda identifie NGC 7212 à un système multiple, sans en préciser les membres. Le professeur Seligman identifie NGC 7212 à la paire de galaxies en interaction et la base de données Simbad semble décrire la galaxie spirale au centre du triplet (voir plus bas).
Pour la base de données NASA/IPAC, NGC 7212 est le triplet de galaxies et identifie ses membres selon les désignations NGC 7212 NED01, 2 et 3, en suivant une diagonale Sud-Ouest Nord-Est. La galaxie centrale, décrite dans cette page, est NGC 7212 NED02.

## Triplet de galaxies
NGC 7212 fait partie d'un triplet de galaxies au centre duquel elle se trouve. La galaxie au Nord-Est est PGC 6728403. La seconde, située au Sud-Ouest, est 2MASS J22070015+1013286. Les deux premières galaxies montrent des signes évidents d'une interaction gravitationnelle. Quant à la troisième, plus au Sud, sa distance de Hubble reste encore inconnue à ce jour et il se pourrait bien qu'il s'agisse d'une galaxie située en arrière-plan.

## Trou noir supermassif
Une étude  réalisée en 2007  auprès de 90 galaxies de type Seyfert 2 utilisant la dispersion des vitesses a permis d'estimer la masse des trous noirs supermassifs centraux de celles-ci. Pour NGC 7212, la masse du trou noir est égale à 30 × 106 {\displaystyle M_{\odot }} (107,47).
Selon un article publié en 2012, plusieurs études de la dispersion des vitesses dans la région centrale ont permis d'estimer sa masse à 3,20 × 107 {\displaystyle M_{\odot }} (107,51).